# Raymond Goethals
Raymond Goethals (7. října 1921 Vorst – 6. prosince 2004 Brusel) byl belgický fotbalista a fotbalový trenér.
Jako trenér belgické reprezentace získal bronz na ME 1972. Na klubové úrovni trénoval mimo jiné RSC Anderlecht, Girondins Bordeaux, FC São Paulo, Standard Lutych a Olympique Marseille a vyhrál Ligu mistrů, Pohár vítězů pohárů a belgickou a francouzskou ligu.

## Hráčská kariéra
Goethals byl brankář a hrál za Daring Club Brusel, Racing Club Brusel, RFC Hannutois a AS Renaisiènne.

## Trenérská kariéra

### Kluby 1957–1966
Goethals nejdříve trénoval menší kluby RFC Hannutois, Stade Waremmien a Sint-Truiden. Se Sint-Truidenem skončil v roce 1966 v 1. belgické lize na 2. místě.

### Reprezentace 1966–1976
V roce 1966 se stal asistentem trenéra belgické reprezentace a roku 1968 jejím hlavním trenérem. Postoupil na MS 1970, kde tým nepostoupil ze základní skupiny (3:0 se Salvadorem, 1:4 se SSSR a 0:1 s domácím Mexikem).
V kvalifikaci o ME 1972 vyhrála Belgie skupinu, kde měla za soupeře Portugalsko, Skotsko a Dánsko. Ve čtvrtfinále narazila na Itálii, obhájce titulu z roku 1968 a finalistu MS 1970. Po výsledcích 0:0 v Itálii a 2:1 doma postoupila Belgie na závěrečný turnaj a byla zvolena jako jeho pořadatel. Na ME prohrála v semifinále se Západním Německem 1:2 a v utkání o bronz porazila Maďarsko 2:1.
V kvalifikaci o MS 1974 Belgie nedostala ani gól, přesto nepostoupila. Měla totiž stejně jako Nizozemsko 4 výhry a 2 remízy (vzájemné 0:0), ale horší skóre (12:0 oproti 24:2), a tak postoupili Nizozemci, kteří nakonec došli až do finále.
V kvalifikaci o ME 1976 Belgie postoupila ze skupiny, ve čtvrtfinále ale 2× prohrála s Nizozemskem.

### Kluby 1976–1995
V letech 1976–1995 byl Goethals opět klubovým trenérem. Trénoval RSC Anderlecht, Girondins Bordeaux, FC São Paulo, Standard Lutych, Vitórii Guimarães, Racing Jet Brusel, znovu Anderlecht, znovu Girondins Bordeaux, 3× za sebou Olympique Marseille a potřetí Anderlecht.
S Anderlechtem vyhrál roku 1978 Pohár vítězů pohárů, když ve finále v Paříži porazil Austrii Vídeň 4:0, a v letech 1976 a 1978 evropský Superpohár, když si poradil s Bayernem i Liverpoolem. V roce 1977 hrál Anderlecht rovněž finále PVP, ale v Amsterdamu prohrál s Hamburkem 0:2.
Se Standardem Lutych vyhrál belgickou ligu v letech 1982 i 1983. V roce 1982 byl ve finále PVP, kde prohrál s Barcelonou na jejím stadionu 1:2. V roce 1984 vyšlo najevo, že Goethals v roce 1982 inicioval před posledním ligovým kolem s Waterschei úplatek soupeřům, aby Standard získal ligový titul a žádný hráč se nezranil před finále PVP. Goethals proto musel odstoupit z funkce.
V roce 1990 skončil Goethals s Bordeaux v lize 2. za Marseille. V roce 1991 šel právě do Marseille, kde zakončil 3 sezony za sebou, aniž by v klubu byl na začátku nějaké z nich. Tam vyhrál ligu 3× v řadě v letech 1991, 1992 a 1993, poslední vítězství bylo ale dosaženo i za pomoci úplatků, a proto Marseille mistrovský titul nezískala. Na evropské scéně hrála Marseille finále PMEZ v roce 1991 v Bari, kde po remíze 0:0 neuspěla 3:5 na penalty s CZ Bělehrad. V roce 1993 už tentokrát Marseille finále LM vyhrála, když v Mnichově porazila 1:0 AC Milán.

## Úspěchy

### Reprezentace
Belgie
- Mistrovství Evropy 1972: 3. místo

### Klub
Anderlecht
- Pohár vítězů pohárů: 1977–78
- Superpohár UEFA: 1976, 1978
- Belgický pohár: 1988–89

Standard Lutych
- Belgická liga: 1981–82, 1982–83
- Belgický superpohár: 1981, 1983

Marseille
- Liga mistrů: 1992–93
- Francouzská liga: 1990–91, 1991–92

### Individuální
- Panchina d'Oro: 1990–91[1]
- France Football – 47. nejlepší fotbalový trenér všech dob: 2019[2][3]